# Déprise agricole
Pour les articles homonymes, voir Déprise.

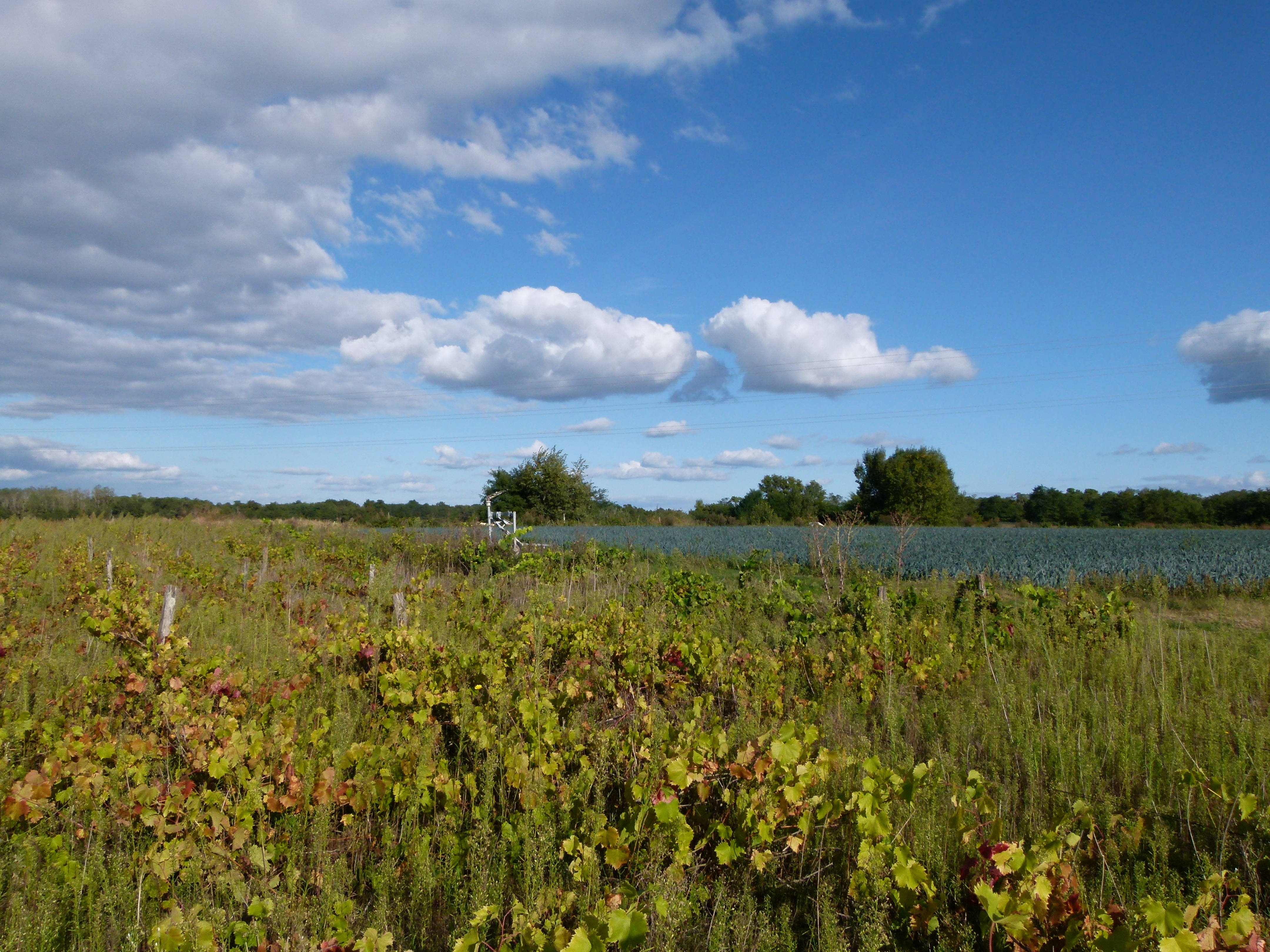
Vignes à l'abandon dans le Loir-et-Cher.

La notion de déprise agricole décrit tout abandon (définitif ou pour une longue période) de l'activité de culture ou d'élevage dans un territoire, contrairement à la jachère traditionnelle qui n'est qu'un temps provisoire de repos pour le sol.
La déprise agricole désigne le phénomène souvent conjoint :
- d'évolution de certaines structures paysagères (bocage, haies, talus, murets, fossés, etc.) ;
- d'abandon de tout ou partie du patrimoine bâti (fermes, bâtiments, hameaux ou villages abandonnés et tombant en ruine ou rachetés comme  résidences secondaires) ;
- de recul du pastoralisme (là où il était présent[1]) ;
- de régression démographique marquée ou d'un transfert vers les bourgs et villes ;
- de moindre présence des services publics et privés, qui ferment les uns après les autres, ce qui encourage un processus sans fin de vieillissement de la population (ce sont les jeunes qui partent) et de déclin démographique.

## Territoires les plus concernés par la déprise agricole
Ce sont généralement :
- les agroécosystèmes les moins productifs (en biomasse), correspondant souvent eux-mêmes à des terres gagnées sur des écosystèmes peu productifs et aux anciens finages : cas des landes, tourbières acides, toutes les terres faiblement productives. Ces territoires correspondent souvent aux toponymes les Essarts, brûlis, pâtis, traces d'un passé agricole, dans des zones qui redeviennent des landes, se reboisent ou sont reboisées ;
- des territoires où l'agriculture est rendue difficile par la petite taille des parcelles ou un accès difficile (hortillonnages, maraichage en zone de marais) ;
- des territoires périurbains enclavés où le prix du foncier et la pression foncière chassent les agriculteurs et les éleveurs ;
- des zones de basse et moyenne montagne où la rentabilité de l'agriculture n'était plus « compétitive » (aux conditions du marché) face à celle de l'élevage hors-sol et de l'agriculture industrielle développée sur les sols de plaine (riches et plats). Ainsi, les estives des montagnes sèches, comme les Préalpes françaises, ont globalement connu une déprise rapide ;
- un territoire gravement pollué (par exemple, la culture a été interdite dans les zones de Bélarus les plus touchées par les retombée radioactive de la  catastrophe de Tchernobyl, comme elles l'avaient été dans la zone rouge correspondant aux séquelles les plus graves laissées par la Première Guerre mondiale en Europe. Dans ce dernier cas on y a volontairement planté des forêts de guerre, là où les sols étaient trop endommagés ou pollués pour être à nouveau cultivés, alors qu'en Bélarus, la forêt repousse spontanément, avec d'ailleurs un surprenant retour d'espèces qui avaient disparu de la région depuis plusieurs siècles, malgré la radioactivité. De nombreux pays dans le monde ont des terres rendues impropres à l'agriculture  à cause des mines abandonnées par millions après les conflits armés.

Les territoires qui ne sont plus cultivés ou ne sont plus utilisés par les éleveurs sont rapidement gagnés par la friche, le fourré ou la lande, puis progressivement par des mosaïques de milieux enherbés et boisés, avant que les boisement n'évoluent vers la forêt (climacique), en passant par un stade fortement en résiné à cause des propagules venues des nombreux boisements de conifères artificiellement plantés en zones de déprise, pour leur rentabilité rapide ou parce que longtemps subventionnés par le fonds forestier national. Il ne s'agit pas véritablement d'un retour à la naturalité potentielle, ni à la forêt climacique, car :
- les sols ont pu être fortement perturbés (semelle de labour résiduelle, apport d'engrais, labour, drainage, etc.) ;
- les grands herbivores et grands prédateurs qui contrôlaient leurs populations ont disparu ;
- de nombreuses espèces animales ou constituant la végétation naturelle potentielle ont également localement disparu et ne peuvent que difficilement réapparaître à cause de la fragmentation écologique des territoires.

Ceci est la cause d'apparition de boisements très homogènes, d'une même classe d'âge (dans un premier temps au moins), pauvre en clairières et en mosaïque de sous-habitats, c'est-à-dire bien moins favorable à une haute biodiversité que la forêt naturelle potentielle. La friche qui suit la déprise agricole est parfois bien plus pauvre qu'un agroécosystème bocager idéal, mais elle reste bien plus riche en matière de biodiversité que des parcelles d'agriculture intensive, ce pourquoi certains auteurs dont François Terrasson plaident en faveur d'une réhabilitation de la « friche » en tant que première étape de la résilience écologique. Dans tous ses ouvrages cet auteur interroge ses lecteurs sur le pourquoi de la connotation négative presque toujours associée à cette notion de friche qu'il attribue à une « peur de la nature » qui nous animerait tous (inconsciemment au moins).

## En France
Une analyse de l'IFEN de données récoltées en 8 ans (de 1984 à 1992) sur une zone-test franc-comtoise a montré que la déprise agricole, la spécialisation des cultures et l'artificialisation du territoire se faisaient surtout au détriment des espaces complexes et diversifiés (les plus favorables à la biodiversité et importants pour la richesse paysagère).
En France, cette notion est très présente des années 1970 à 1990 alors que les progrès de l'agriculture ont dopé la productivité dans les plaines et plateaux, tout en rendant moins rentable l'agriculture de montagne et basse montagne ; ainsi en 1990, 12 millions d'hectares ont été libérés de l'agriculture par des exploitants en partance, dont huit seulement repris par de nouveaux exploitants. Une politique de gel volontaire est demandée par exemple par G de Benoist, président des céréaliers de France en 1991 : il affirmait qu'il fallait volontairement geler 400 000 à 500 000 ha pour la fin 1991 afin de maintenir les prix agricoles, ou que la CEE imposerait un gel des terres (en plus des quotas, dont quotas laitiers visant à limiter l'effondrement des prix que risquait de produire la surproduction due à une forte augmentation de la productivité).